# 25294 Johnlaberee
25294 Johnlaberee è un asteroide della fascia principale. Scoperto nel 1998, presenta un'orbita caratterizzata da un semiasse maggiore pari a 3,1450308 UA e da un'eccentricità di 0,0977067, inclinata di 1,63154° rispetto all'eclittica.